# مجادلة
الجِدال، هو المفاوضة على سبيل المنازعة والمغالبة، وأصله من جدلت الحبل، أي: أحكمت فتله ومنه: الجدال، فكأن المْتَجَادِلَين يفتل كل واحد الآخر عن رأيه. وقيل: الأصل في الجدال: الصراع وإسقاط الإنسان صاحبه على الجدالة، وهي الأرض الصلبة.
والجَدَل: اللدد في الخصومة والقدرة عليها، وجادله أي: خاصمه، مجادلة وجدالًا. والجدل: مقابلة الحجة بالحجة؛ والمجادلة: المناظرة والمخاصمة، والجدالُ: الخصومة؛ سمي بذلك لشدته.
قال الجرجاني: (الجدل: دفع المرء خصمه عن إفساد قوله: بحجة، أو شبهة، أو يقصد به تصحيح كلامه) وقال أيضًا: (الجدال: هو عبارة عن مراء يتعلَّق بإظهار المذاهب وتقريرها).
وقال القرطبي: الجدال وزنه فعال من المجادلة، وهي مشتقة من الجَدْلِ وهو الفتل، ومنه زمام مجدول. وقيل: هي مشتقة من الجدالة التي هي الأرض.
والمِراء في اللغة: الجدال، والتماري والمماراة: المجادلة على مذهب الشكِّ والريبة، ويقال للمناظرة: مماراة، وماريته أماريه مماراة ومراء: جادلته. وقيل أنَّ المراء: هو كثرة الملاحاة للشخص لبيان غلطه وإفحامه، والباعث على ذلك الترفع.
وقال الجرجاني: (المراء: طعن في كلام الغير لإظهار خلل فيه، من غير أن يرتبط به غرض سوى تحقير الغير).
وقال الهروي عن المراء: هو (أن يستخرج الرجل من مناظره كلامًا ومعاني الخصومة وغيرها).

## الفرق بين الجدال والمراء والمحاورة وغيرها
- الفرق بين الجدال والمراء: قيل: هما بنفس المعنى.. غير أن المراء مذموم، لأنه مخاصمة في الحقِّ بعد ظهوره، وليس كذلك الجدال.[7] ولا يكون المراء إلا اعتراضًا، بخلاف الجدال، فإنَّه يكون ابتداء واعتراضًا.[8]
- الفرق بين الجدل والمناظرة والمحاورة: الجدل يُراد منه إلزام الخصم ومغالبته. أما المُنَاظَرَة: فهي تردد الكلام بين شخصين، يقصد كل واحد منهما تصحيح قوله، وإبطال قول صاحبه، مع رغبة كلٍّ منهما في ظهور الحق. والمُحَاوَرَة: هي المراجعة في الكلام، ومنه التحاور أي التجاوب، وهي ضرب من الأدب الرفيع، وأسلوب من أساليبه، وقد ورد لفظ الجدل والمحاورة معاً في موضع واحد من سورة المجادلة في قوله تعالى: ((قَدْ سَمِعَ اللَّهُ قَوْلَ الَّتِي تُجَادِلُكَ فِي زَوْجِهَا وَتَشْتَكِي إِلَى اللَّهِ وَاللَّهُ يَسْمَعُ تَحَاوُرَكُمَا)) ~[المجادلة: 1] وقريب من ذلك المناقشة والمباحثة.[9]

## الجدال في القرآن والسنة
قال تعالى: ﴿مَا يُجَادِلُ فِي آيَاتِ اللَّهِ إِلاَّ الَّذِينَ كَفَرُوا﴾ ~[غافر: 4].
(قال سهل: في القرآن آيتان ما أشدَّهما على من يجادل في القرآن، وهما قوله تعالى: «مَا يُجَادِلُ فِي آيَاتِ اللَّهِ إِلاَّ الَّذِينَ كَفَرُوا» [غافر: 4] أي: يماري في آيات الله، ويخاصم بهوى نفسه، وطبع جبلة عقله، قال تعالى: «وَلاَ جِدَالَ فِي الْحَجِّ»[البقرة: 197]، أي: لا مراء في الحج. والثانية: قوله: «وَإِنَّ الَّذِينَ اخْتَلَفُواْ فِي الْكِتَابِ لَفِي شِقَاقٍ بَعِيدٍ» [البقرة: 176]).
قال الله تعالى: (﴿فَلاَ رَفَثَ وَلاَ فُسُوقَ وَلاَ جِدَالَ فِي الْحَجِّ﴾) ~[البقرة: 197].
وعن ابن مسعود في قوله: «وَلاَ جِدَالَ فِي الْحَجِّ» قال: (أن تماري صاحبك حتى تغضبه). وعن ابن عباس: (الجدال: المراء والملاحاة حتى تغضب أخاك وصاحبك، فنهى الله عن ذلك). وعن ابن عمر: (الجدال المراء والسباب والخصومات).
وقال السدي: (قد استقام أمر الحجِّ فلا تجادلوا فيه).
وقال جل شأنه: ﴿وَلا تُجَادِلُوا أَهْلَ الْكِتَابِ إِلاَّ بِالَّتِي هِيَ أَحْسَنُ إِلاَّ الَّذِينَ ظَلَمُوا مِنْهُمْ وَقُولُوا آمَنَّا بِالَّذِي أُنزِلَ إِلَيْنَا وَأُنزِلَ إِلَيْكُمْ وَإِلَهُنَا وَإِلَهُكُمْ وَاحِدٌ وَنَحْنُ لَهُ مُسْلِمُونَ﴾ ~[العنكبوت: 46].
(قال عبد الرحمن بن زيد بن أسلم: لا ينبغي أن يجادل من آمن منهم، لعلهم أن يحدثوا شيئًا في كتاب الله لا تعلمه أنت، قال: لا تجادلوا، لا ينبغي أن تجادل منهم)(14.
وقال السعدي: (ينهى تعالى عن مجادلة أهل الكتاب، إذا كانت من غير بصيرة من المجادل، أو بغير قاعدة مرضية، وأن لا يجادلوا إلا بالتي هي أحسن، بحسن خلق ولطف ولين كلام، ودعوة إلى الحقِّ وتحسينه، وردٍّ عن الباطل وتهجينه، بأقرب طريق موصل لذلك، وأن لا يكون القصد منها مجرد المجادلة والمغالبة وحبِّ العلو، بل يكون القصد بيان الحقِّ وهداية الخلق، إلا من ظلم من أهل الكتاب، بأن ظهر من قصده وحاله، أنه لا إرادة له في الحق، وإنما يجادل على وجه المشاغبة والمغالبة، فهذا لا فائدة في جداله؛ لأن المقصود منها ضائع).
وقال جلَّ شأنه: ﴿وَهُوَ أَلَدُّ الْخِصَامِ﴾ ~[البقرة: 204].
قال العيني: (أي: شديد الجدال، والخصومة، والعداوة للمسلمين). قال مقاتل: (يقول جدلًا بالباطل).
وعن أبي أمامة الباهلي  قال: قال رسول الله ﷺ: ((أنا زعيم ببيت في ربض الجنة لمن ترك المراء، وإن كان محقًّا، وببيت في وسط الجنة لمن ترك الكذب، وإن كان مازحًا، وببيت في أعلى الجنة لمن حسن خلقه)).
قال السندي: (ومن ترك المراء: أي الجدال خوفًا من أن يقع صاحبه في اللجاج الموقع في الباطل).
عن أبي أمامة  قال: قال رسول الله ﷺ: ((ما ضلَّ قوم بعد هدى كانوا عليه إلا أُوتوا الجدل. ثم قرأ رسول الله ﷺ هذه الآية: ((مَا ضَرَبُوهُ لَكَ إِلاَّ جَدَلاً بَلْ هُمْ قَوْمٌ خَصِمُونَ)) ~[الزخرف: 58])).
وقال البيضاوي: (المراد بهذا الجدل العناد، والمراء، والتعصب).
وقال المناوي: (أي الجدال المؤدي إلى مراء ووقوع في شك، أما التنازع في الأحكام فجائز إجماعًا، إنما المحذور جدال لا يرجع إلى علم، ولا يقضى فيه بضرس قاطع، وليس فيه اتباع للبرهان، ولا تأول على النصفة، بل يخبط خبط عشواء غير فارق بين حقٍّ وباطل).
وعن عائشة ، قالت: قال رسول الله ﷺ: ((إنَّ أبغض الرجال إلى الله الألدُّ الخصم)).
قال المهلب: (لما كان اللدد حاملًا على المطل بالحقوق، والتعريج بها عن وجوهها، والليِّ بها عن مستحقيها، وظلم أهلها؛ استحقَّ فاعل ذلك بغضة الله وأليم عقابه).
وقال النووي: (والألدُّ: شديد الخصومة، مأخوذ من لديدي الوادي، وهما جانباه؛ لأنَّه كلما احتجَّ عليه بحجة أخذ في جانب آخر، وأما الخصم فهو الحاذق بالخصومة، والمذموم هو الخصومة بالباطل في رفع حقٍّ، أو إثبات باطل).
وعن أبي هريرة،  عن النبي ﷺ قال: ((المراء في القرآن كفر)).
قال المناوي: (المراد الخوض فيه بأنه محدث أو قديم، والمجادلة في الآي المتشابهة المؤدِّي ذلك إلى الجحود والفتن، وإراقة الدماء؛ فسمَّاه باسم ما يخاف عاقبته، وهو قريب من قول القاضي: أراد بالمراء التدارؤ، وهو أن يروم تكذيب القرآن بالقرآن؛ ليدفع بعضه ببعض، فيتطرَّق إليه قدح وطعن، ومن حقِّ الناظر في القرآن أن يجتهد في التوفيق بين الآيات، والجمع بين المختلفات ما أمكنه).

## أنواع الجدال
الجدال نوعان:
الأول: جدال ممدوح:
الجدال لتثبيت الحق ودحض الشبهات:
من أنواع الجدال الجائز الجدال لتثبيت الحق ودحض الشبهات ومنه جدال النبي لقومهِ لبيان سبيل الحق وكشف ما عندهم من الشبهات.
قال الله تعالى: ﴿ادْعُ إِلَى سَبِيلِ رَبِّكَ بِالْحِكْمَةِ وَالْمَوْعِظَةِ الْحَسَنَةِ وَجَادِلْهُمْ بِالَّتِي هِيَ أَحْسَنُ إِنَّ رَبَّكَ هُوَ أَعْلَمُ بِمَنْ ضَلَّ عَنْ سَبِيلِهِ وَهُوَ أَعْلَمُ بِالْمُهْتَدِينَ﴾.
وهذا النوع من الجدال أحياناً يكون واجباً، وأحيانا يكون مستحبًا، فيكون واجبًا إذا أثيرت الشبهات في وجه الإسلام، وقام بعض الناس بتزييف الحقائق لطمس معالم الإسلام، أو لتشويه صورته، فأقول: هنا تجب المجادلة لتبيين حقائق الإسلام، وكشف زيف خصومه، ومع ذلك فإن المجادلة والحال هكذا يجب أن تكون بالتي هي أحسن كما أمر ربنا تبارك وتعالى، فليس فيها شيء من السب والشتم، بل ليس فيها إلا إظهار الحق وتبينه للناس.
وقد يكون الجدال مستحباً لدعوة غير المسلمين للإسلام، وذلك ببيان ما هم عليه من سوء الديانة وفساد المعتقد، وتحريف ما بين أيديهم من الكتاب إذا كانوا أهل كتاب، مع بيان دين الله تعالى وذلك أيضاً لا يكون إلا بالتي هي أحسن كما أمر ربنا تبارك وتعالى.
قال الله تعالى: ﴿ وَلا تُجَادِلُوا أَهْلَ الْكِتَابِ إِلا بِالَّتِي هِيَ أَحْسَنُ إِلا الَّذِينَ ظَلَمُوا مِنْهُمْ وَقُولُوا آمَنَّا بِالَّذِي أُنزلَ إِلَيْنَا وَأُنزلَ إِلَيْكُمْ وَإِلَهُنَا وَإِلَهُكُمْ وَاحِدٌ ﴾.
الثاني: الجدال المذموم:
وينقسم إلى أقسام كثيرة فمنها ما هو كفر بالله تعالى، ومنها ما يوجب النار عياذاً بالله تعالى، ومنها ما هو علامة على الضلال، ومنها ما يورث العداوة ويقطع المودة، ومنها ما يولد الكبر في قلب صاحبه.
قال الكرماني: (الجدال: هو الخصام، ومنه قبيح وحسن وأحسن؛ فما كان للفرائض فهو أحسن، وما كان للمستحبات فهو حسن، وما كان لغير ذلك فهو قبيح). وقال ابن عثيمين: (المجادلة والمناظرة نوعان:
النوع الأول: مجادلة مماراة: يماري بذلك السفهاء، ويجاري العلماء، ويريد أن ينتصر قوله؛ فهذه مذمومة.
النوع الثاني: مجادلة لإثبات الحق وإن كان عليه؛ فهذه محمودة مأمور بها).

## أمثلة ونماذج للجدال المحمود من القرآن
- المجادلة والمناظرة التي دارت بين إبراهيم  والنمرود حينما ادعى النمرود الربوبية، والتي انتصر فيها إبراهيم الخليل على عدو الله نمرود، قال تعالى: ((أَلَمْ تَرَ إِلَى الَّذِي حَآجَّ إِبْرَاهِيمَ فِي رِبِّهِ أَنْ آتَاهُ اللّهُ الْمُلْكَ إِذْ قَالَ إِبْرَاهِيمُ رَبِّيَ الَّذِي يُحْيِـي وَيُمِيتُ قَالَ أَنَا أُحْيِـي وَأُمِيتُ قَالَ إِبْرَاهِيمُ فَإِنَّ اللّهَ يَأْتِي بِالشَّمْسِ مِنَ الْمَشْرِقِ فَأْتِ بِهَا مِنَ الْمَغْرِبِ فَبُهِتَ الَّذِي كَفَرَ وَاللّهُ لاَ يَهْدِي الْقَوْمَ الظَّالِمِينَ)) [البقرة: 258].
- مجادلة نوح  قومه في دعوتهم إلى عبادة الله وحده، وعدم الإشراك به، قال تعالى: ((وَلَقَدْ أَرْسَلْنَا نُوحًا إِلَى قَوْمِهِ إِنِّي لَكُمْ نَذِيرٌ مُّبِينٌ أَن لاَّ تَعْبُدُواْ إِلاَّ اللّهَ إِنِّيَ أَخَافُ عَلَيْكُمْ عَذَابَ يَوْمٍ أَلِيمٍ فَقَالَ الْمَلأُ الَّذِينَ كَفَرُواْ مِن قِوْمِهِ مَا نَرَاكَ إِلاَّ بَشَرًا مِّثْلَنَا وَمَا نَرَاكَ اتَّبَعَكَ إِلاَّ الَّذِينَ هُمْ أَرَاذِلُنَا بَادِيَ الرَّأْيِ وَمَا نَرَى لَكُمْ عَلَيْنَا مِن فَضْلٍ بَلْ نَظُنُّكُمْ كَاذِبِينَ قَالَ يَا قَوْمِ أَرَأَيْتُمْ إِن كُنتُ عَلَى بَيِّنَةٍ مِّن رَّبِّيَ وَآتَانِي رَحْمَةً مِّنْ عِندِهِ فَعُمِّيَتْ عَلَيْكُمْ أَنُلْزِمُكُمُوهَا وَأَنتُمْ لَهَا كَارِهُونَ وَيَا قَوْمِ لا أَسْأَلُكُمْ عَلَيْهِ مَالاً إِنْ أَجْرِيَ إِلاَّ عَلَى اللّهِ وَمَآ أَنَاْ بِطَارِدِ الَّذِينَ آمَنُواْ إِنَّهُم مُّلاَقُو رَبِّهِمْ وَلَـكِنِّيَ أَرَاكُمْ قَوْمًا تَجْهَلُونَ وَيَا قَوْمِ مَن يَنصُرُنِي مِنَ اللّهِ إِن طَرَدتُّهُمْ أَفَلاَ تَذَكَّرُونَ وَلاَ أَقُولُ لَكُمْ عِندِي خَزَآئِنُ اللّهِ وَلاَ أَعْلَمُ الْغَيْبَ وَلاَ أَقُولُ إِنِّي مَلَكٌ وَلاَ أَقُولُ لِلَّذِينَ تَزْدَرِي أَعْيُنُكُمْ لَن يُؤْتِيَهُمُ اللّهُ خَيْرًا اللّهُ أَعْلَمُ بِمَا فِي أَنفُسِهِمْ إِنِّي إِذًا لَّمِنَ الظَّالِمِينَ قَالُواْ يَا نُوحُ قَدْ جَادَلْتَنَا فَأَكْثَرْتَ جِدَالَنَا فَأْتَنِا بِمَا تَعِدُنَا إِن كُنتَ مِنَ الصَّادِقِينَ قَالَ إِنَّمَا يَأْتِيكُم بِهِ اللّهُ إِن شَاء وَمَا أَنتُم بِمُعْجِزِينَ)) ~[هود: 25-33].

## آداب الجدال والحوار
هناك جملة من الآداب ينبغي لمن أراد الجدال أن يتحلَّى بها، ومنها:
1. النية الصادقة في نصرة الحق، وترك الرياء والسمعة، أو طلب الجاه والرفعة.
2. العلم الصحيح.
3. تقديم النقل ونصوصه على العقل وظنونه.
4. التحلي بالأخلاق الإسلامية العالية أثناء الجدال؛ من القول المهذب، واحترام الآخرين، وعدم الطعن في الأشخاص، أو لمزهم والاستهزاء بهم.
5. تقديم الأهم فالأهم من الحجج، والبينات، والأدلة المفحمة للخصم، بقصد الإقناع وإظهار وجه الصواب.
6. مجانبة إطالة الكلام، وغرابة الألفاظ، أو خروجها عن صلب الموضوع.
7. عدم التعارض بين الأدلة، أو التناقض في البينات والحجج.
8. عدم الطعن في أدلة الخصم إلا ضمن الأمور المبنية على المنهج الصحيح.
9. إعلان التسليم بالقضايا المتفق عليها، وقبول نتائج المناظرة.
10. الامتناع عن المجادلة إذا كانت تؤدي إلى فتنة وفساد، أو ضرر يلحق بالدعوة.
11. أهمية مراعاة الظروف المحيطة بالمناظرة من حيث الأشخاص، والموضوع، والزمان، والمكان.

## حُكم الجدال
الجدال تنتظم فيه الأحكام التكليفية الخمسة، فمنه ما هو واجب يأثم العبد بتركه، ومنه ما هو مستح، ومنه ما هو مباح، ومنه ما هو مكروه، ومنه ما هو حرام.
والمقصود من الكلام هنا الكلام عن الجدال الحرام والمكروه كما سنبينه إن شاء الله.
قَالَ الْكَرْمَانِيُّ: الْجِدَال هُوَ الْخِصَام وَمِنْهُ قَبِيح وَحُسْن وَأَحْسَن، فَمَا كَانَ لِلْفَرَائِضِ فَهُوَ أَحْسَن، وَمَا كَانَ لِلْمُسْتَحَبَّاتِ فَهُوَ حَسَن، وَمَا كَانَ لِغَيْرِ ذَلِكَ فَهُوَ قَبِيح.
وقال المهلب: الجدال موضوعه في اللغة المدافعة، فمنه مكروه، ومنه حسن، فما كان منه تثبيتًا للحقائق وتثبيتًا للسنن والفرائض، فهو الحسن وما كان منه على معنى الاعتذار والمدافعات للحقائق فهو المذموم.[4]
قَالَ الحافظ ابن حجر: في قول النبي ﷺ لعلي  وفاطمة  «أَلَا تُصَلُّونَ» قَالَ: وَيُؤْخَذ مِنْهُ الْإِشَارَة إِلَى مَرَاتِب الْجِدَال فَإِذَا كَانَ فِيمَا لَا بُدّ لَهُ مِنْهُ تَعَيَّنَ نَصْر الْحَقّ بِالْحَقِّ، فَإِنْ جَاوَزَ الَّذِي يُنْكِر عَلَيْهِ الْمَأْمُور نُسِبَ إِلَى التَّقْصِير، وَإِنْ كَانَ فِي مُبَاح اِكْتَفَى فِيهِ بِمُجَرَّدِ الْأَمْر وَالْإِشَارَة إِلَى تَرْك الْأَوْلَى.

## من أقوال العلماء والحكماء
- قال ابن عمر : (ولن يصيب رجل حقيقة الإيمان حتى يترك المراء، وهو يعلم أنَّه صادق، ويترك الكذب في المزاحة).[30]
- عن أبي ذر  قال: (من استحقاق حقيقة الإيمان ترك المراء، والمرء صادق).[31]
- ورُوي عن معاذ بن جبل  أنَّه قال: (إذا أحببت أخًا فلا تماره).[32]
- وقال أبو الدرداء: (كفى بك إثمًا أن لا تزال مماريًا).[33]
- وقال مالك بن أنس: (المراء يقسِّي القلوب، ويُورث الضغائن).[34]
- عن ابن عباس  قال:(لا تمارِ أخاك؛ فإنَّ المراء لا تفهم حكمته، ولا تُؤمَن غائلته).[35]

- وقال عمر بن عبد العزيز: (قد أفلح من عُصم من المراء والغضب والطمع).
- وقال الأوزاعي: (إذا أراد الله بقوم شرًّا ألزمهم الجدل، ومنعهم العمل).[37]
- وقال ابن أبي ليلى: (لا تمار أخاك؛ فإنَّه لا يأتي بخير). وقال أيضًا: (لا أُماري أخي إما أن أغضبه، وإما أكذبه)[31]..
- وقال بلال بن سعد: (إذا رأيت الرجل لجوجًا مماريًا معجبًا برأيه فقد تمت خسارته).[38]
- وقال الشافعي: (المراء في العلم يقسي القلوب، ويورث الضغائن).[37]
- وعن الحسن: (المؤمن يداري ولا يماري، ينشر حكمة الله، فإن قُبلت حمد الله، وإن رُدَّت حمد الله).[39]
- وقال مسلم بن يسار: (إيَّاكم والمراء، فإنها ساعة جهل العالم، وبها يبتغي الشيطان زلته).[39]
- قالوا: (من ترك المراء سلمت له المروءة).[40]
- قال لقمان: (يا بنيَّ، من لا يملك لسانه يندم، ومن يكثر المراء يشتم، ومن يصاحب صاحب السوء لا يسلم، ومن يصاحب الصالح يغنم).[41] وقال أيضًا: (يا بني، من قصر في الخصومة خصم، ومن بالغ فيها أثم، فقل الحق ولو على نفسك، فلا تبال من غضب).[37]
- وعن يونس قال: كتب إليَّ ميمون بن مهران: (إيَّاك والخصومة والجدال في الدين، ولا تجادلنَّ عالـمًا ولا جاهلًا. أما العالم فإنَّه يخزن عنك علمه، ولا يبالي ما صنعت، وأما الجاهل فإنه يخشن بصدرك، ولا يطيعك).[42]
- يقال: (لا تمارِ حكيمًا ولا سفيهًا؛ فإنَّ الحكيم يغلبك، والسفيه يؤذيك).[37]
- قال محمد بن الحسين: (وعند الحكماء: أنَّ المراء أكثره يغيِّر قلوب الإخوان، ويُورث التفرقة بعد الألفة، والوحشة بعد الأنس).[39]

## من أقوال الشعراء
- قال مسعر بن كدام يُوصي ابنه كدامًا:[38]

- وقال إسماعيل بن يسار:[43]

- وقال أبو الأخفش الكناني لابن له:[38]

- وقال آخر:[44]